# Thomas Turton
Thomas Turton (1780 - 1864) va ser un religiós i professor anglès, Bisbe d'Ely des de 1845 fins 1864.
Era fill de Thomas i Ann Turton de Hatfield (South Yorkshire). Va ser admès al Queen's College de la universitat de Cambridge el 1801 però el 1804 va canviar-se al St. Catharine's College de la mateixa universitat. El 1805 es va graduar com senior wrangler. Va ser escollit fellow del St. Catharine's el 1806 i va ser Lucasian Professor de matemàtiques entre 1822 i 1826 i Regius Professor de teologia entre 1827 i 1842.
Després d'altres nomenaments religiosos, Turton va ser degà de Peterborough i de Westminster, i a partir de 1845 Bisbe d'Ely.